# ورا تر-گابریلیان
ورا در-گابریلیان (ارمنی: Վերա Տեր-Գաբրիելյան؛  ۱۳ ژانویهٔ ۱۹۹۳) یک بازیگر و صداپیشه اهل ارمنستان بود. وی بین سال‌های - تا - میلادی فعالیت می‌کرد.

## زندگی‌نامه
وی در ۱۳ ژانویهٔ ۱۹۹۳ در مسکو به دنیا آمد و از دانشگاه بین‌المللی اسلاویک گ.ر. درژاوین (۲۰۱۶) فارغ‌التحصیل شد. وی همچنین برندهٔ جوایزی همچون [[]] شده است.